# XIV Giochi del Sud-est asiatico
I XIV Giochi del Sud-est asiatico si sono svolti a Giacarta, in Indonesia, dal 9 al 20 settembre 1987.

## Paesi partecipanti
Ai giochi hanno partecipato atleti provenienti da otto nazioni: Brunei, Cambogia, Indonesia, Malaysia, Myanmar (all'epoca Burma), Filippine, Singapore e Thailandia.

## Sport
I quattordicesimi SEA Games hanno visto gli atleti gareggiare nei seguenti sport: sport acquatici, tiro con l'arco, atletica leggera, badminton, pallacanestro, culturismo, bowling, pugilato, canoa, ciclismo, scherma, calcio, golf, ginnastica, hockey su prato, judo, karate, pencak silat, vela, sepak takraw, tiro, softball, tennis tavolo, taekwondo, tennis, pallavolo, sci nautico, powerlifting e lotta.

## Medagliere
*   Paese ospitante
| Posiz. | Nazione    | Oro | Argento | Bronzo | Totale |
| ------ | ---------- | --- | ------- | ------ | ------ |
| 1      | Indonesia* | 183 | 136     | 84     | 403    |
| 2      | Thailandia | 63  | 57      | 67     | 187    |
| 3      | Filippine  | 59  | 78      | 69     | 206    |
| 4      | Malesia    | 35  | 41      | 67     | 143    |
| 5      | Singapore  | 19  | 38      | 64     | 121    |
| 6      | Burma      | 13  | 15      | 21     | 49     |
| 7      | Brunei     | 1   | 5       | 17     | 23     |
| 8      | Cambogia   | 0   | 1       | 9      | 10     |
| Totale | Totale     | 373 | 371     | 398    | 1142   |